# Ironside Glacier
Ironside Glacier är en glaciär i Östantarktis. Nya Zeeland gör anspråk på området. Ironside Glacier ligger 15 meter över havet.
Terrängen runt Ironside Glacier är varierad. Ironside Glacier ligger nere i en dal.